# Éditions Vigot-Maloine
Les Éditions Vigot-Maloine sont un groupe éditorial français spécialisé dans les ouvrages de médecine, bien-être et vie quotidienne. 

## Histoire

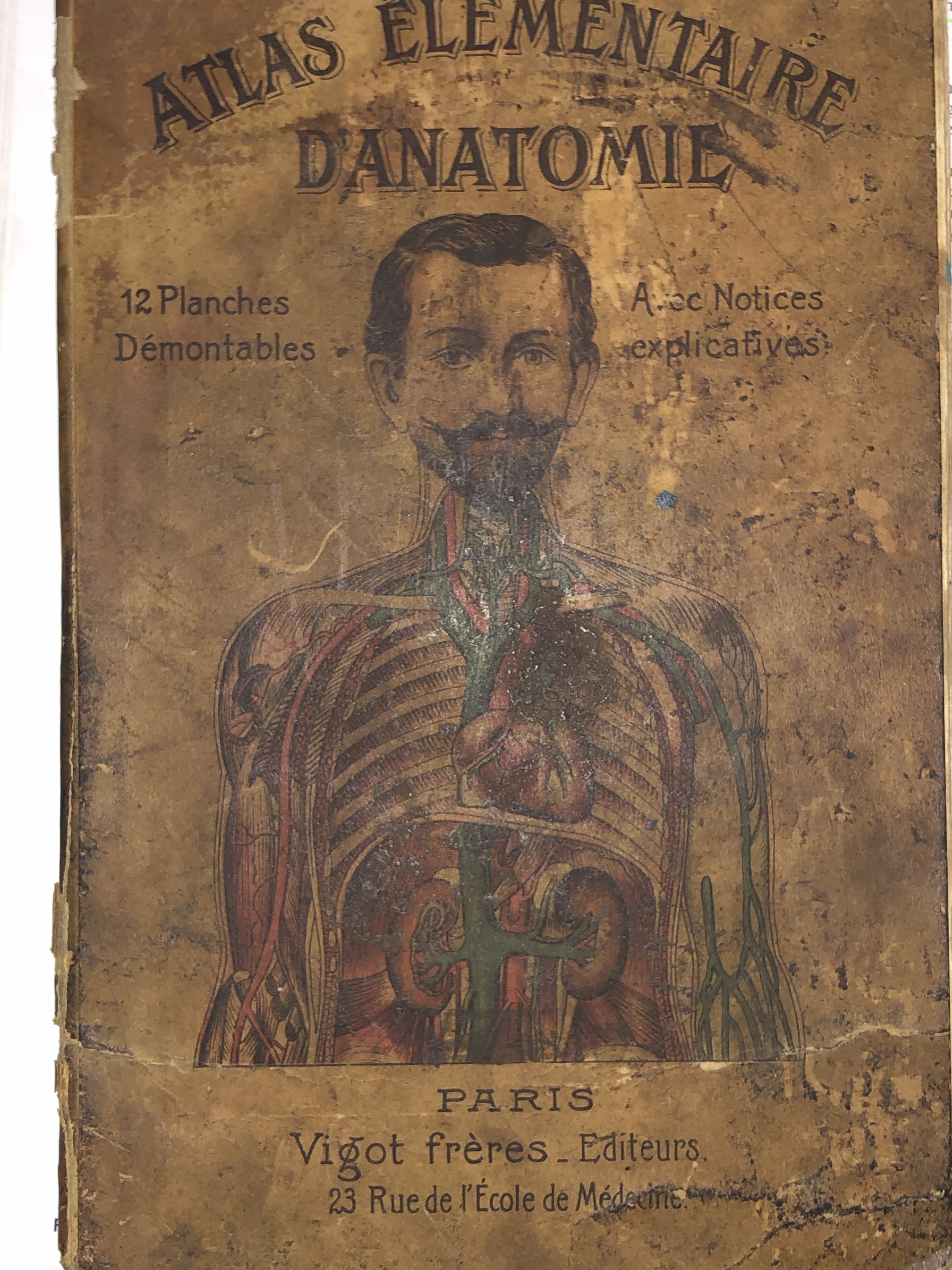
Atlas élémentaire d'anatomie, couverture, avant 1914.

En 1890, Paul Vigot (1864-1937) fonde à Paris une maison d'édition appelée la « Librairie Paul Vigot », après un passage chez Flammarion, J.-B. Baillère et Félix Alcan. La maison est domiciliée 10 rue Monsieur-le-Prince. La société devient « Librairie Vigot frères, éditeurs » spécialisée dans les ouvrages de médecine, spiritualité et esthétique. En 1900, le siège déménage au 23 rue de l'École-de-Médecine, raison sociale et adresse restent inchangées durant plus de cinquante ans. En 1923, l'entreprise rachète différents fonds d'éditions médicales comme Asselin-Huzeau, fondées à Paris en 1820, puis de Rueff, Lecrosnier et Babé. Elle lance plusieurs revues médicales : 
- Les Archives internationales de laryngologie otologie
- Les Archives de physique biologique et de chimie
- Le Bulletin des sciences pharmacologiques
- Le Gynécologue et la semaine gynécologique
- Les Néoplasmes
- Le Recueil de médecine vétérinaire
- La Revue de médecine et d’hygiène tropicale
- La Revue médico-chirurgicale des maladies du foie, du pancréas et de la rate
- La Revue des abattoirs d’hygiène alimentaire

En mai 1937, Paul Vigot meurt, la maison est reprise par ses enfants qui continuent à produire des ouvrages médicaux. La société entreprend la traduction de classiques médicaux anglo-saxons. En 1971, les petits-fils du fondateur reprennent la direction. 
Vigot rachète les éditions Maloine en novembre 1987 à Quillet, filiale indirecte de Matra. Spécialisée dans le médical, la Librairie Maloine avait été ouverte à Paris en 1881 par Alexandre Maloine (1849-1925), au 91 boulevard Saint-Germain. 
Dès 1886, Maloine publie ses premiers livres et s’installe en 1888 place (aujourd'hui rue) de l'École-de-Médecine, puis, en 1904, 25-27 rue de l'École-de-Médecine, tout à côté des éditions Vigot. En 1915, Norbert Maloine (1886-1967) rejoint la maison d’édition. En 1934, la Librairie Maloine est cédée aux Éditions Aristide Quillet.
Les deux structures sont établies à Paris. Depuis une vingtaine d'années, les ouvrages publiés portent sur la médecine, mais aussi sur le bien-être et la vie quotidienne (diététique, sports, loisirs, etc.). Indépendantes, les deux sociétés sont aujourd'hui dirigées par Christian et Daniel Vigot, descendants de Paul Vigot, au sein d'une holding,.